# Gustavo Martínez
Gustavo Martínez (nascido em 2 de julho de 1932) é um ex-ciclista guatemalense que competiu no ciclismo nos Jogos Olímpicos de Verão de 1952, representando a Guatemala.